# Framtidskommissionen
Framtidskommissionen bestod av statsministern och de övriga tre partiledarna i regeringen samt ett antal personer från olika delar av det svenska samhället. Kommissionen syftade till att identifiera viktiga samhällsutmaningar Sverige står inför på längre sikt, mot år 2020 och år 2050. Resultatet presenterades i en slutrapport i mars 2013.

## Tillkomst / historik
Onsdagen den 16 november 2011 presenterade statsminister Fredrik Reinfeldt, utbildningsminister Jan Björklund, näringsminister Annie Lööf 
och socialminister Göran Hägglund regeringens Framtidskommission. Regeringen har identifierat fyra utmaningar som Framtidskommissionen kommer att titta närmare på. Utifrån dem tillsätts fyra framtidsutredningar inom ramen för kommissionens arbete. Partiledarna i regeringen får särskilt ansvar för att koordinera och följa varsin utredning; En åldrande befolkning, Delaktighet och jämställdhet, Grön tillväxt och Samhällets orättvisor.

Globaliseringsrådet var 2007–2009 ett kansli inom utbildningsdepartementet som hade till uppgift att lägga fram en strategi för hur Sverige skall möta globaliseringens utmaningar och tillvarata globaliseringens möjligheter. Den hade till uppgift att föra debatt och upplysa om globaliseringen.

## Kritik av kommissionens slutrapport
En av kommissionens ledamöter, överläkaren Pekka Mellergård, kritiserade i en debattartikel i Sydsvenskan regeringen för att inte dra slutsatser av miljöforskningen och ta steg mot en hållbar utveckling i det egna landet utan bara bry sig om internationella överenskommelser och för att man inte uppmuntrade till minskad konsumtion. Vidare menade Mellergård att det bland Sveriges befolkning finns ett stöd för en mer ambitiös politik. Både Mellergård och Johan Rockström har uttryckt att de om de blivit ombedda inte skulle ha skrivit under kommissionens slutrapport. I Göteborgs-Posten beskrev Elin Grelsson Almestad kommissionens slutrapport som en "skrift av politiker som abdikerat från det politiska" och resignerat inför globaliseringen och marknaden.

## Ledamöter
Följande personer ingick i Framtidskommissionen:
Fredrik Reinfeldt, statsminister och kommissionens ordförande. Koordinerade utredningen om Sveriges demografiska utveckling.
Jan Björklund, utbildningsminister, koordinerade utredningen om integration, jämställdhet, demokrati och delaktighet.
Annie Lööf, näringsminister, koordinerade utredningen om en hållbar tillväxt i globaliseringens tid.
Göran Hägglund, socialminister, koordinerade utredningen om rättvisa och sammanhållning.
Viveca Ax:son Johnson, styrelseordförande i Nordstjernan
Klas Eklund, ekonom och adjungerad professor vid Lunds universitet
Helena Jonsson, ordförande i LRF
Pekka Mellergård, docent i neurokirurgi och högskolerektor
Eva Nordmark, ordförande i TCO
Johan Rockström, professor i miljövetenskap vid Stockholms universitet och chef för Stockholm Resilience Centre
Mernosh Saatchi, VD Humblestorm
Lars Trägårdh, professor Ersta Sköndal högskola
Stina Westerberg, generaldirektör Statens musikverk
Jesper Strömbäck, chef för Framtidskommissionens sekretariat